# 노르베르토 보비오
노르베르토 보비오(Norberto Bobbio, 1909년 10월 18일-2004년 1월 9일)는 이탈리아에서 태어난 법철학자, 정치학자, 정치사상사가이다.

## 필명
피에몬테주에 있는 중산층 가정에서 태어났다. 고등학교에 다닐 때 체사레 파베세와 레오네 긴츠부르그와 교류하였다. 토리노 대학교에 진학하여 법철학을 전공하였다. 토리노 대학교에서 노르베르또 봅비오는 당시에 유행하던, 실제이고 세부까지 포함한 현실을 좇지 않는, 언행 따위가 현실과 동떨어져 막연한 표상에 경도된 정체를 불신하게 되었고 자유주의에 토대한 제도도 비판하였다. 토리노 대학교 강사가 되고서 이탈리아 중부 마르케주에 소재한 카메리노대학과 토스카나주에 있는 시에나대학, 이탈리아 동북부 베네토주 파도바에 소재한 파도바 대학교에서 교편을 잡았다.
제2차 세계 대전 중 비합법 조직인 「행동당」에 참가하여 1943년에서 1944년까지 징역을 살았다. 1946년, 이탈리아 의회 선거에 입후보하지만 낙선하고 당 활동에서도 멀어지면서, 사회현상과 별도로 학문이 당면한 처지를 순수하게 견지하는 태도로 실행을 중시하지 않는 학문 지상주의다운 학풍의 세계로 복귀하여 1948년에 토리노 대학교에서 교편을 잡기 시작하였다. 1984년에 종신 상원 의원에 지명되었다.
법치와 권력분립과 권력 제한을 두둔하고 편들어 지키는 사람으로서 노르베르또 봅비오는 사회주의를 믿고 주장하였지만, 마르크스주의를 신봉하거나 추종하는 사람들의 행동 양식에서 허다반한, 민주주의와 상충하거나 권위주의 성격을 띤 요소에는 반대하였다. 노르베르또 봅비오는 1970년대에 이탈리아공산당과 기독교민주당이 체결한 「역사성을 띤 타협」을 열렬히 지지하였다.

## 언역
- 『민주주의의 미래』, 윤흥근, 인간사랑, 1989년 4월 1일
- 『자유주의와 민주주의』, 황주홍, 문학과지성사, 1992년, 3월 1일
- 『제3의 길은 가능한가』, 박순열, 새물결, 1998년 12월 30일